# 台電大樓站

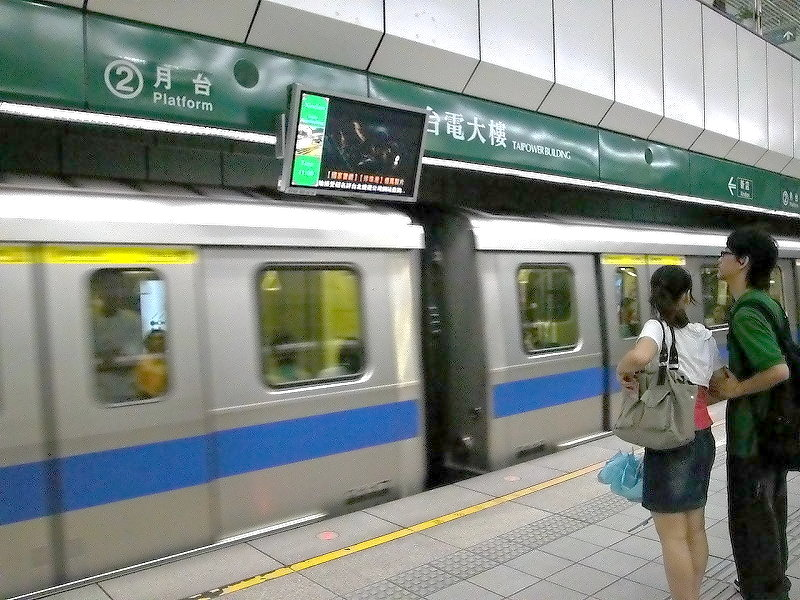
台電大樓站二月台

台電大樓站，位於台北市中正區、大安區交界處，為台北捷運松山新店線（新店線）的捷運車站。

## 車站概要
台電大樓位於羅斯福路三段下方，師大路口與辛亥路口間，老地名「林口店仔」、「林口庄」，車站編號為G08。
興建時曾暫名三總站（指三軍總醫院，總院已經遷至內湖，原址只留下汀州門診部），後取本站與公館站之間的台灣電力公司總管理處辦公大樓為名。
由於「松山＝台電大樓」區間車以本站為終點，因此該列車在進站時會廣播「本區間車終點站臺電大樓站到站後不再提供載客服務，往新店方向的旅客請在本站換車，謝謝」，提醒乘客在第二月台候車轉往新店方向。在列車行進途中也會廣播「本區間車終點站：台電大樓站；往公館站、新店站的旅客，請在台電大樓站下車，改搭下一班車」。

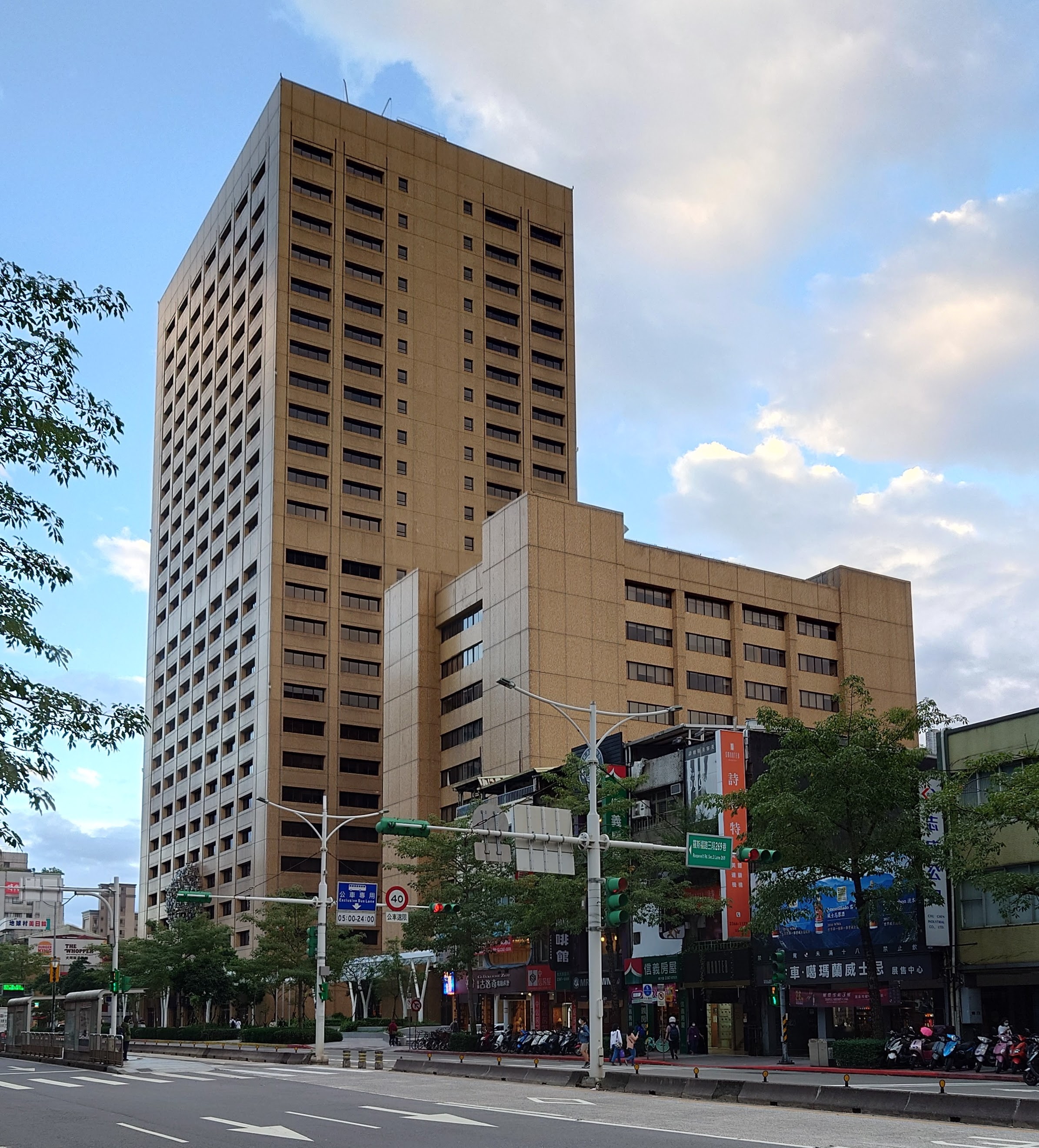
台電大樓

## 車站構造
本站設有5座出入口，地下2層車站，一座島式月台，本站設有半高式月台門。

### 車站樓層
| 地面      | 出入口             | 出入口                                                                          |
| 地下 一樓 | 大廳層             | 車站大廳、服務台、自動售票機、驗票閘門                                          |
| 地下 一樓 | 大廳層             | 洗手間（站體北側付費區外，近出口3） 台電大樓ATM（站體南側付費區外，近出口1、2） |
| 地下 二樓 | 一月台             | ← 松山新店線 往松山方向（G09 古亭站）                                           |
| 地下 二樓 | 島式月台，左側開門 |                                                                                 |
| 地下 二樓 | 二月台             | 松山新店線 往新店方向（G07 公館站）→ 松山新店線 區間車下客月台（不提供載客）→   |

- 本站南面與公館站之間設有袋狀軌，是新店線其中一個（另一個是大坪林站與七張站之間）。在1999年啟用至中和新蘆線東門站通車前只作為後備車軌。
- 本站自中和新蘆線東門站通車後，即作為「北投－台電大樓」區間車的端點站，因公館以南之七張站同時有小碧潭支線行駛，班次有限。故到站列車必須於本站二月台停靠後即清客、不開放上車，隨後經本站南側袋狀軌折返至一月台繼續載客，開往北投站。
- 2013年11月24日信義線通車後，原往北投方向「北投－台電大樓」區間車取消更改為往西門方向（與小南門線直通運行），本站也作為小南門線「西門－台電大樓」區間車的端點站。[4]
- 2014年11月15日松山線通車後，新店線不再直通運行至代表顏色不同的淡水線，小南門線納入新店線一部分，「淡水－新店」列車取消，改為「松山－新店」列車。往西門方向區間車延長至松山線松山站，但受七張站小碧潭支線影響，本站區間車必須保留，否則難以維持本站以北的頻密班次。現時小碧潭支線只有小碧潭一站（及該站只有一個月台及月台長度短），而該站人流不大，因此現時小碧潭支線於尖峰時間減少至12分鐘一班，以疏導公館站人流，但每12分鐘便須開出一班往本站區間車（而離峰時間則每6分鐘開出一班往本站區間車）。

### 車站出口
出口1、2位於車站南端、出口3、4位於車站北端、出口5位於車站西端，無障礙電梯位於出口2、5，此外出口3有聯合開發大樓，出口2設有台電大樓ATM。
| 出入口                          | 圖片 | 位置                                                                    |
| ------------------------------- | ---- | ----------------------------------------------------------------------- |
| 出入口1 · 設有手扶梯            |      | 台電大樓（羅斯福路西側、辛亥路口）                                      |
| 出入口2 · 設有電梯 · 設有手扶梯 |      | 古亭國小、辛亥路一段（羅斯福路東側、辛亥路口）                          |
| 出入口3 · 設有手扶梯            |      | 師大路、龍泉市場（羅斯福路東側、師大路口)（此出口設有捷運共構政府大樓） |
| 出入口4                         |      | 晉江街（羅斯福路西側、晉江街口）                                        |
| 出入口5 · 設有電梯 · 設有手扶梯 |      | 客家文化主題公園（羅斯福路西側、師大路口）                              |
| 註： 設有電梯 \| 設有手扶梯     |      |                                                                         |

## 利用狀況

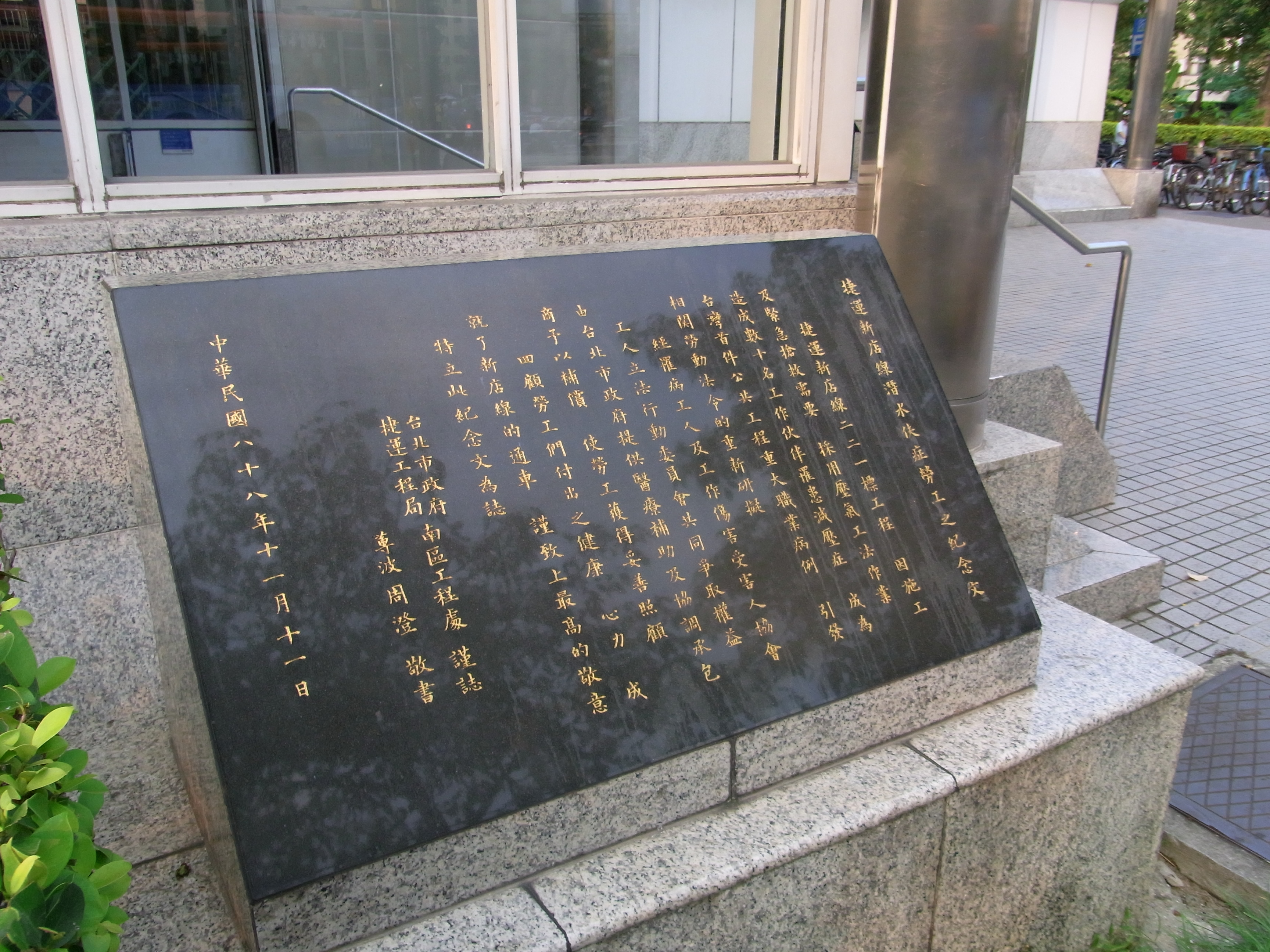
潛水伕症勞工紀念碑

本處除捷運站外，車站附近設有數個公車站。在羅斯福路上，「捷運台電大樓站」（舊站名：羅斯福辛亥路口、羅斯福師大路口」站牌設於路中央的公車專用道上，「古亭國小」站牌則設於路邊。此外還有辛亥路上的「三軍總醫院」與師大路的「晉江師大路口」、「交通博物館」等，有多條公車路線行經。車站東北側為古亭國小。
出口2旁設有「潛水伕症勞工紀念碑」一座，該碑是為了紀念1995年新店線221標工程採用「壓氣工法」作業時施工不當，造成數十名工人罹患潛水夫病一事（江子翠站亦立有此碑一座）。

### 區間端點站
本站與南邊的公館站之間設有袋狀軌可供列車落客後調頭，因此在花博舉行期間，因應花博疏散人潮，部分時間加開由本站北至石牌站之區間車。（原本可以大坪林站作為此特別列車的南端終點，但為避免使用七張站北邊的袋狀軌而影響小碧潭支線的正常運作，所以運行此兩站之間。）
2012年9月，中和線在新莊線東門站通車後，改為直通中和新蘆線，本站開始作為常態的端點站，開行本站至北投站的區間車，在信義線通車前，補充原「北投-南勢角」的列車運能。2013年11月信義線通車後，取消「北投-台電大樓」營運模式，改開行本站至西門站（與台北捷運小南門線直通營運）的區間車，以補足原「北投-台電大樓」列車在「中正紀念堂-台電大樓」段的運能。
| 1999                                                         | 313,282                                                      | 283,214   | 596,496    | [ 5 ] | 6,143    | 5,553    | 11,696   |
| 2000                                                         | 3,224,093                                                    | 3,011,909 | 6,236,002  | [ 5 ] | 8,809    | 8,229    | 17,038   |
| 2001                                                         | 3,357,356                                                    | 3,084,052 | 6,441,408  | [ 5 ] | [ 註 1 ] | [ 註 1 ] | [ 註 1 ] |
| 2002                                                         | 3,798,781                                                    | 3,477,353 | 7,276,134  | [ 5 ] | 10,408   | 9,527    | 19,935   |
| 2003                                                         | 3,678,938                                                    | 3,345,632 | 7,024,570  | [ 5 ] | 10,079   | 9,166    | 19,245   |
| 2004                                                         | 4,026,903                                                    | 3,762,369 | 7,789,272  | [ 5 ] | 11,002   | 10,280   | 21,282   |
| 2005                                                         | 4,162,606                                                    | 3,943,354 | 8,105,960  | [ 5 ] | 11,404   | 10,804   | 22,208   |
| 2006                                                         | 4,393,221                                                    | 4,186,438 | 8,579,659  | [ 5 ] | 12,036   | 11,470   | 23,506   |
| 2007                                                         | 4,625,553                                                    | 4,411,603 | 9,037,156  | [ 5 ] | 12,673   | 12,087   | 24,759   |
| 2008                                                         | 5,206,747                                                    | 5,001,030 | 10,207,777 | [ 5 ] | 14,226   | 13,664   | 27,890   |
| 2009                                                         | 5,397,254                                                    | 5,216,785 | 10,614,039 | [ 5 ] | 14,787   | 14,293   | 29,080   |
| 2010                                                         | 5,979,739                                                    | 5,823,018 | 11,802,757 | [ 5 ] | 16,383   | 15,953   | 32,336   |
| 2011                                                         | 6,507,141                                                    | 6,379,122 | 12,886,263 | [ 5 ] | 17,828   | 17,477   | 35,305   |
| 2012                                                         | 6,138,929                                                    | 6,077,611 | 12,216,540 | [ 5 ] | 16,773   | 16,605   | 33,379   |
| 2013                                                         | 6,462,327                                                    | 6,548,390 | 13,010,717 | [ 5 ] | 17,705   | 17,941   | 35,646   |
| 2014                                                         | 6,877,764                                                    | 6,893,481 | 13,771,245 | [ 5 ] | 18,843   | 18,886   | 37,729   |
| 2015                                                         | 6,827,333                                                    | 6,900,796 | 13,728,129 | [ 5 ] | 18,705   | 18,906   | 37,611   |
| 2016                                                         | 6,819,029                                                    | 6,846,520 | 13,665,549 | [ 5 ] | 18,631   | 18,706   | 37,338   |
| 2017                                                         | 6,750,458                                                    | 6,689,990 | 13,440,448 | [ 5 ] | 18,494   | 18,329   | 36,823   |
| 2018                                                         | 6,708,579                                                    | 6,652,606 | 13,361,185 | [ 5 ] | 18,380   | 18,226   | 36,606   |
| 2019                                                         | 6,697,772                                                    | 6,645,947 | 13,343,719 | [ 5 ] | 18,350   | 18,208   | 36,558   |
| 2020                                                         | 5,820,340                                                    | 5,761,916 | 11,582,256 | [ 5 ] | 15,903   | 15,743   | 31,646   |
| 由于已知的技术原因，图表暂时不可用。带来不便，我们深表歉意。 |                                                              |           |            |       |          |          |          |
|                                                              | 由于已知的技术原因，图表暂时不可用。带来不便，我们深表歉意。 |           |            |       |          |          |          |

## 車站周邊
1出入口：
- 台電大樓
- 台灣文化清真寺
- 台灣電力公司總管理處（位於本站與公館站間）
- 臺北市公共自行車租賃系統
  - 捷運臺電大樓站(1號出口)
  - 捷運臺電大樓站(2號出口)
  - 捷運臺電大樓站(2號出口)_1
  - 捷運臺電大樓站(4號出口)
  - 捷運臺電大樓站(5號出口)
- 古莊公園
- 無相門

2出入口：
- 臺北市大安區古亭國民小學
- 師大商圈
- 國立台灣大學綜合體育館

3出入口：
- 龍泉市場
- 螢橋國中
- 師大公園

4出入口：
- 耕莘文教院
- 台灣基督長老教會總會事務所
- 古亭基督長老教會
- 紀州庵

5出入口
- 客家文化主題公園
- 古亭河濱公園
- 桂冠大樓
- 溫州公園
- 古亭郵局
- 中華福音神學院
- 台灣金融研訓院

## 公車資訊
站牌名為《捷運台電大樓站》（舊站名：羅斯福師大路口、羅斯福辛亥路口）、《羅斯福浦城街口》、《三軍總醫院（辛亥）》、《晉江師大路口》
| 編號         | 經營業者   | 區間                   | 備註                                                                                        |
| ------------ | ---------- | ---------------------- | ------------------------------------------------------------------------------------------- |
| 1            | 欣欣客運   | 萬華－松仁路           | 停靠 捷運台電大樓站、羅斯福浦城街口站牌                                                     |
| 208          | 指南客運   | 新店－大直             | 停靠 捷運台電大樓站、羅斯福浦城街口站牌                                                     |
| 208直        | 指南客運   | 大直－新店             | 行經新生高架道路。 停靠捷運台電大樓站站牌                                                   |
| 251          | 欣欣客運   | 深坑－台北車站         | 停靠 捷運台電大樓站、羅斯福浦城街口站牌                                                     |
| 252          | 欣欣客運   | 富德－台北車站         | 停靠 捷運台電大樓站、羅斯福浦城街口站牌                                                     |
| 254          | 欣欣客運   | 大鵬新城－民生社區     | 僅停靠 捷運台電大樓站(僅停靠辛亥路站牌) 站牌                                                |
| 278          | 欣欣客運   | 捷運景美站－捷運內湖站 | 停靠 捷運台電大樓站、羅斯福浦城街口站牌                                                     |
| 278區間車    | 欣欣客運   | 捷運景美站－新益里     | 停靠 捷運台電大樓站、羅斯福浦城街口站牌                                                     |
| 297          | 大都會客運 | 中和－成功中學         | 停靠 羅斯福浦城街口、晉江師大路口 站牌                                                      |
| 606          | 大都會客運 | 萬芳社區－榮總         | 停靠 捷運台電大樓站、羅斯福浦城街口站牌                                                     |
| 644          | 新店客運   | 青潭－博愛路           | 停靠 捷運台電大樓站、羅斯福浦城街口站牌                                                     |
| 648          | 新店客運   | 錦繡－台北車站         | 停靠 捷運台電大樓站、羅斯福浦城街口站牌                                                     |
| 660          | 指南客運   | 深坑－圓環             | 停靠 捷運台電大樓站、羅斯福浦城街口站牌                                                     |
| 671          | 欣欣客運   | 景美女中－台北車站     | 僅停靠 三軍總醫院（辛亥） 站牌                                                              |
| 672          | 欣欣客運   | 大鵬新城－民生社區     | 停靠 捷運台電大樓站、羅斯福浦城街口站牌                                                     |
| 673          | 欣欣客運   | 大鵬新城－東園         | 僅停靠 三軍總醫院（辛亥） 站牌                                                              |
| 849          | 新店客運   | 烏來－台北車站         | 部分班次繞行屈尺社區，三段收費。 屬於新北市區公車。 停靠 捷運台電大樓站、羅斯福浦城街口站牌 |
| 943          | 臺北客運   | 三峽－台北大學         | 僅停靠 三軍總醫院（辛亥） 站牌                                                              |
| 949          | 指南客運   | 深坑－捷運古亭站       | 經國道三甲。 僅停靠 捷運台電大樓站(僅停靠師大路站牌) 站牌                                   |
| 羅斯福路幹線 | 欣欣客運   | 動物園－台北車站       | 停靠 捷運台電大樓站、羅斯福浦城街口站牌                                                     |
| 復興幹線     | 大都會客運 | 建國北路－景美         | 停靠 捷運台電大樓站、羅斯福浦城街口站牌                                                     |
| 棕12         | 欣欣客運   | 景美－客家文化主題公園 | 停靠 捷運台電大樓站(僅停靠辛亥路站牌)、三軍總醫院（辛亥）站牌                               |
| 棕22         | 欣欣客運   | 景美－青年公園         | 停靠 捷運台電大樓站(僅停靠辛亥路站牌)、三軍總醫院（辛亥）站牌                               |
| 藍28         | 欣欣客運   | 景明街口－東園         | 停靠 捷運台電大樓站、羅斯福浦城街口站牌                                                     |
| 通勤7        | 欣欣客運   | 中研院－師大           | 停靠 捷運台電大樓站站牌                                                                     |

## 歷史
- 1999年11月11日：隨著捷運新店線「古亭－新店」段正式通車而啟用[6]（p. 328）。
- 2012年9月30日：本站當日開始為常態端點站[6]（p. 227）。
- 2013年11月23日：因應信義線完工通車，「北投－台電大樓」與「台北車站－台電大樓」營運模式開行最後列車，於當日的晚上11時05分自本站發出往北投站的最後列車後，「北投－台電大樓」營運模式正式走入歷史。次日（2013年11月24日）的凌晨0時6分自本站發出往台北車站的最後列車後，深夜模式的「台北車站－台電大樓」營運模式亦正式走入歷史[6]（p. 228）。
- 2013年11月24日：隨信義線通車，「北投（台北車站）－台電大樓」列車取消，改開行「西門－台電大樓」小南門線列車，本站可直通至西門站[6]（p. 228）。
- 2014年4月8日：台北市政府公布松山線通車與新店線（含小南門線）貫通後的營運模式，本站在松山線正式通車後，將作為「松山－台電大樓」區間車的端點站[6]（p. 228）。
- 2014年5月25日：中天新聞台播出的「防身術」教戰守則，有網友眼尖發現記者進入車廂內噴防暴噴霧時整台車廂空無一人，即因該班列車為「西門－台電大樓」小南門線列車清車後進入本站與公館站中間的袋狀軌，又因為林姓記者一噴防暴噴霧，造成車廂內充滿難聞且有刺激性的味道，該列車司機有回報行控，站務也將他們留置在西門站交由警察處理，而該班列車被送回機廠清理。[7]
- 2014年11月9日：本站往新店方向因袋狀軌號誌異常，所有列車都必須經過袋狀軌才能進入主線，惟「西門－台電大樓」小南門線列車必須實施過站不停，於萬隆站的橫渡線掉頭進入第1月台再開至台電大樓站繼續載客。（註：假若松山線通車後再次發生相同事件，則星期一至五會掉動小碧潭支線列車、星期六及日（例如事發當日，雖然當時松山線尚未開通）則以取消區間列車行駛，此事件發生在松山線通車前最後一個星期日）
- 2014年11月15日：隨松山線通車，原「西門－台電大樓」小南門線列車取消，改開行「松山－台電大樓」新店松山線區間列車。
- 2017年9月:本站半高式月台門啟用。
- 2024年3月15日：在PELU燈箱上試辦新增照明。
- 2024年3月21日：將原有的PELU燈管全數拆除，並且頭尾端新版照明全數啟用。
- 2024年5月22日：成為松山新店線最後一個更新外語站牌的車站。
- 2024年5月24日：舊版站牌正式走入歷史，於(24日)凌晨更新為新增日韓文的全新站牌。

## 腳註

### 來源資料
1. ↑   (新闻稿). 台北捷運. 2016-04-11  [2016-04-11]. （原始内容存档于2016-04-11） （中文（臺灣））.
2. ↑  . 臺北大眾捷運股份有限公司. 2021-01-15.
3. ↑  《新店線捷運系統沿線及車站地區之都市計畫檢討及土地開發計畫規劃》，臺北市政府捷運局，1988年
4. ↑  捷運松山線通車後 路網回歸原設計 各路線依顏色銜接 旅客省時、省錢、更方便.臺北大眾捷運股份有限公司.2014-04-08 （页面存档备份，存于）
5. ↑  . 臺北市交通統計資料庫查詢系統. 2019-04-10  [2019-05-05]. （原始内容存档于2019-07-13）.
6. 1 2 3 4 5 6  徐榮崇. . 臺北市文獻委員會. 2015年12月  [2020-01-04]. ISBN 9789860469875. （原始内容存档于2020-12-07）.
7. ↑  中天記者溜進捷運空車噴防暴噴霧　列車被迫回廠清理 （页面存档备份，存于）.ETtoday新聞雲.2014-05-25

## 外部連結
- 臺北大眾捷運股份有限公司（页面存档备份，存于）
- 臺北市政府捷運工程局（页面存档备份，存于）
- 台電大樓站位置圖（台北捷運公司） （页面存档备份，存于）
- 台電大樓站車站剖面相關位置圖（台北捷運公司） （页面存档备份，存于）
- 販賣店現況 （页面存档备份，存于）